# Matleena Kuusniemi
Matleena Kuusniemi (* 24. September 1973 in Pusula) ist eine finnische Schauspielerin.

## Leben
Matleena Kuusniemi musste sich sechs Mal bei der Theaterakademie Helsinki bewerben, bevor sie dort studieren durfte. Ihr Studium schloss sie 2002 ab.
Bereits zuvor wirkte sie in unterschiedlichen Kurzfilmen und Fernsehproduktionen mit. Ihr Leinwanddebüt gab sie 1998 in einer im Abspann ungenannten Rolle in der Komödie Johtaja Uuno Turhapuro – pisnismies. Ihren eigentlichen Durchbruch hatte sie noch im selben Jahr, als sie die Rolle der Noora Airisto in der Fernsehserie Sydänten akatemia spielte. Insgesamt spielte sie seitdem in über 50 Film- und Fernsehproduktionen mit. So war sie in Filmen wie Liebe auf Finnisch und Serien wie Bordertown und Modernit miehet zu sehen. Bisher wurde sie drei Mal für einen Jussi als Beste Nebendarstellerin nominiert, wobei sie ihn auch zwei Mal für ihre Rollen in Eisiges Land und Tumman veden päällä, erhielt.
Kuusniemi lebt in wilder Ehe mit einem Ingenieur, mit dem sie zwei gemeinsame Kinder hat.

## Filmografie
- 1998: Johtaja Uuno Turhapuro – pisnismies
- 1998–1999: Sydänten akatemia (Fernsehserie, 18 Folgen)
- 2005: Eisiges Land (Paha maa)
- 2012: Liebe auf Finnisch (Vuosaari)
- 2013: Tumman veden päällä
- 2016–2019: Bordertown (Sorjonen, Fernsehserie, 31 Folgen)
- 2019–2021: Modernit miehet (Fernsehserie, 27 Folgen)